# Vikidia
Vikidia — універсальна багатомовна онлайн-енциклопедія для дітей.

## Призначення
Vikidia є безкоштовною енциклопедією для дітей передусім 8–13 років, а також може бути цікавим для людей старшого віку, котрі бажають отримати найелементарніші знання. Серед концептуальних засад енциклопедії — Конвенція ООН про права дитини, зокрема статті, що передбачають права на свободу шукати, одержувати й передавати інформацію, а також на визнання державами, що ратифікували цю конвенцію, важливої ролі засобів масової комунікації та забезпечення ними доступу до інформації, особливо тієї, що покликана сприяти соціальному, духовному й моральному добробуту, здоровому фізичному й психічному розвитку дитини.
У Vikidia статті не мають авторів (ідеться про те, що особа чи особи, які створюють статтю, позбавлені можливості претендувати на авторське право) і яку може редагувати будь-хто відповідно до принципу вільних/відкритих знань. Водночас, аби статті мали спрямування на дитячу аудиторію, творці енциклопедії наголошують на необхідності звертати велику увагу на стилістику викладу інформації — уникати складних синтаксичних конструкцій, рідковживаних слів, висловлювати думки простими реченнями.

## Історія
Сайт Vikidia функціонує від 2006 року, а в нинішньому вигляді проєкт розпочав свою роботу в 2011 році, коли була заснована асоціація з відповідною назвою (Association Vikidia) — некомерційна організація, штаб-квартира якої знаходиться у Франції. У 2013 році з'явився англомовний розділ ресурсу. Нині на сайті оприлюднено статті також німецькою, іспанською, португальською, італійською, російською, вірменською та грецькою, а також менш поширеними мовами — каталонською, баскською й сицилійською. Попри те, що Vikidia існує вже тривалий час, кількість статей у ній незначна порівняно з Вікіпедією. Так на 2022 рік, розділ французькою мовою вміщує 37,1 тис. статей, англійською — 4,2 тис. статей, російською — лише кількасот.
Хоча ця онлайн-енциклопедія жодним чином не пов'язана із засновниками й видавцями «Вікіпедії», її сайт все ж таки реалізовано на програмному забезпеченні «Вікіпедії», а відповідно, й принципи створення та користування однакові (більше того, навіть у назві відчутно відповідні асоціативні зв'язки).